# Rajoni Gorice
Rajoni Gorice so delitve Občine Gorica različnih velikosti in z različnimi statusi.

## Seznam
| Rajon             | Italijansko / furlansko            | Manjši predeli        | Italijansko / furlansko         |
| ----------------- | ---------------------------------- | --------------------- | ------------------------------- |
| Mestno središče   | Centro cittadino / centri citadin  | Grajsko naselje       | Borgo Castello / Borc Cjistiel  |
| Mestno središče   | Centro cittadino / centri citadin  | Dunajsko naselje      | Borgo Vienna / Borc Viene       |
| Mestno središče   | Centro cittadino / centri citadin  | Rdeča hiša            | Casa Rossa / Cjase Rosse        |
| Mestno središče   | Centro cittadino / centri citadin  | Židovska četrt        | Ghetto ebraico / Ghet ebraic    |
| Rojce             | Campagnuzza / Cjampagnuze          |                       |                                 |
| Ločnik            | Lucinico / Lucinîs                 | Gradiščuta            | Gradiscutta / Gardiscjute       |
| Pevma             | Piuma / Peume                      | Soline                |                                 |
| Pevma             | Piuma / Peume                      | V Kini                |                                 |
| Štmaver           | San Mauro / San Maur               | Hudičeva luknja       | Località Busa dal Diau          |
| Štmaver           | San Mauro / San Maur               | Gropajšče             | Località Groppai                |
| Štmaver           | San Mauro / San Maur               | Koštabon              | Località Costa Bona             |
| Štmaver           | San Mauro / San Maur               | Gasa                  | Dosso del Bosniaco              |
| Oslavje           | Oslavia / Oslavie                  |                       |                                 |
| Podgora           | Piedimonte del Calvario / Pudigori | Grojna                | Groina/Vallone dell'Acqua       |
| Stražice          | Straccis / Stracis                 |                       |                                 |
| Svetogorska četrt | Montesanto / Mont Sante            | Gorišček              | Borgo Carintia / Borc Carintie  |
| Svetogorska četrt | Montesanto / Mont Sante            | Kazermete             | Casermette / Casermetis         |
| Svetogorska četrt | Montesanto / Mont Sante            | Na Livadi             |                                 |
| Svetogorska četrt | Montesanto / Mont Sante            | Pristava              | Borgo Fratta / Borc Frate       |
| Placuta           | Piazzutta / Plaçute                |                       |                                 |
| Podturn           | San Rocco / San Roc                |                       |                                 |
| Sveta Ana         | Sant'Anna / Sante Ane              |                       |                                 |
| Štandrež          | Sant'Andrea / Sant Andrât          | Rumitišče/Jeremitišče | Case dell'Eremita / Cai Eremits |
| Štandrež          | Sant'Andrea / Sant Andrât          | Puhlice               |                                 |
| Štandrež          | Sant'Andrea / Sant Andrât          | Roje                  | Zona Aeroporto / Zone Aeropuart |
| Štandrež          | Sant'Andrea / Sant Andrât          | Pilošče               |                                 |
| Štandrež          | Sant'Andrea / Sant Andrât          | Krgišče               |                                 |
| Štandrež          | Sant'Andrea / Sant Andrât          | Klanec                |                                 |
| Cerje             | Madonnina del Fante / Madonute     |                       |                                 |